# Convenció sobre Armes Químiques

Signat i ratificat
Adherit
Només signat
No signat

La Convenció sobre armes químiques és un tractat internacional de control d'armament que il·legalitza la producció, emmagatzematge i ús d'armes químiques.
El seu nom complet és Convenció sobre la Prohibició del Desenvolupament, Producció, Emmagatzematge i Ús d'Armes Químiques i sobre la seva destrucció.

## Tractat
El tractat va ser signat el 1993 i va entrar en vigència el 29 d'abril de 1997, passant a augmentar el Protocol de Ginebra de 1925 sobre les armes químiques. Inclou mesures de verificació extenses com ara inspeccions en el lloc.
Aquest acord en vigor és administrat per l'Organització per la Prohibició de les Armes Químiques (OPCW, en anglès), és una organització independent, tot i que sovint és incorrectament considerat com un departament de les Nacions Unides. Aquesta organització condueix inspeccions a plantes militars-industrials de tots els països membres.

## Substàncies controlades
La Convenció distingeix tres tipus de substàncies químiques que poden bé ser usades com a armes en si mateixes o per a l'elaboració d'armes. La classificació es basa en les quantitats produïdes comercialment de cada substància per a propòsits legítims. Cada classe està separada en una part A, que són les substàncies químiques que poden ser usats directament com a armes, i en una part B, que són les substàncies químiques que poden ser utilitzades en la manufactura d'armes químiques.
Programa 1 : Les substàncies químiques que entren en aquesta categoria són escasses o tenen poc ús fora de les armes químiques. tsas poden ser produïts o usats per a investigació mèdica i farmacèutica o per a defensa contra armes químiques amb propòsits experimentals, però la producció per sobre dels 100 grams per any ha de ser declarada a l'OPCW. Un país està limitat a posseir un màxim d'una tona d'aquests materials. Exemples d'aquests químics són el gas mostassa i els agents nerviosos, així com les substàncies que són únicament usades com químics precursors en la seva manufactura.
Programa 2: Els agents químics en aquesta categoria tenen aplicacions legítimes a petita escala. La seva producció s'ha de declarar i ha restriccions a l'exportació cap a països que no siguin signataris de la Convenció sobre armes químiques. Un exemple d'agents químics, és el thiodiglycol que pot ser usat en la producció de gas mostassa, però també és utilitzat com un solvent per a tintes.
Programa 3 : Els productes químics tenen altres usos a part de les armes químiques. Les plantes que produeixin més de 30 tones per any d'agents químics han de declarar i poden ser objecte d'inspeccions. Hi ha restriccions a l'exportació d'agents químics cap a països no signataris de la Convenció sobre Armes Químiques. Exemples d'aquestes substàncies són el fosgen, que ha estat usat com a Arma química, però que també és un precursor en la producció de molts components orgànics legítims, i la Trietanolamina, usada en la producció de nitrogen mostassa, però també usada comunament en detergents.
El tractat també s'ocupa dels components carbònics anomenats "Químics orgànics discrets". Aquestes són qualsevol component carbònic com els polímers de llarga cadena, els òxids, els sulfits i els carbonats metàl·lics, com ara els organofosforats. La OPCW ha de ser informada de la seva possessió i pot realitzar inspeccions a qualsevol planta que produeixi, (o tingui intenció de produir) més de 200 tones a l'any, o 30 tones si els químics contenen fòsfor, sofre o fluor, llevat que la planta únicament produeixi explosius o hidrocarburs.

## Estats membres
Gairebé tots els països en el món han subscrit la Convenció sobre Armes Químiques. Per el 25 de juny de 2009, 188 de 195 Estats reconeguts per les Nacions Unides eren signataris de la Convenció. Dels 6 estats que no ho són, dos han signat però encara no han ratificat el tractat (Israel, i Myanmar), mentre que quatre estats no han signat el tractat: Angola, Corea del Nord, Egipte, Sudan del Sud.

## Procés de destrucció de les armes químiques
A l'octubre de 2016 un 93% (67.098 de les 72.524 tones) d'agents químics verificats s'havien destruït. Més del 57% dels contenidors i munició química s'havien destruït.
Cinc dels estats firmants ja han completat la destrucció de les seves armes químiques: Albània, un estat no especificat (es creu que Corea del Sud), Índia i Líbia. Rússia i els Estats Units, que van delcara les quantitats més grans d'aquest tipus d'armes, estan en procés de la seva destrucció. Tot i això cap dels dos estats complrian la data límit establerta d'abril de 2012. La destrucció de les armes químiques de Categoria 1 de Líbia es va completar el 2014, es preveu que la destrucció de les armes químiques de la resta de categories s'acabi el 2016.
| Estat            | Data de confirmació / Entrada en vigor | Quantitat declarada (Programa 1) (tones) | % OPCW (destrucció verificada) (Data de destrucció completa) | Destrucció data límit                                      |
| ---------------- | -------------------------------------- | ---------------------------------------- | ------------------------------------------------------------ | ---------------------------------------------------------- |
| Albània          | 29 Abril 1997                          | 17                                       | 100% (Juliol 2007)                                           | n.a.                                                       |
| Corea del Sud    | 29 Abril 1997                          | 3.000–3.500                              | 100% (Juliol 2008)                                           | n.a.                                                       |
| Índia            | 29 Abril 1997                          | 1.044                                    | 100% (Març 2009)                                             | n.a.                                                       |
| Líbia            | 5 Febrer 2004                          | 25                                       | 100% (Gener 2014)                                            | n.a.                                                       |
| Síria            | 14 Octubre 2013                        | 1.040                                    | [ 14 ]                                                       | n.a.                                                       |
| Estats Units     | 29 Abril 1997                          | 33.600                                   | 90%                                                          | 29 Abril 2012 (intenció de finalitzat el 2023)             |
| Rússia           | 5 Desembre 1997                        | 40.000                                   | 92%                                                          | 29 Abril 2012 (intenció de finalitzat el desembre de 2020) |
| Japó (a la Xina) | 29 Abril 1997                          | -                                        | en procés                                                    | 2022 (commitment)                                          |